# Linwood (Wisconsin)
Linwood – miasto w Stanach Zjednoczonych, w stanie Wisconsin, w hrabstwie Portage.